# Monastero di Santa Maria di Buenafuente del Sistal
Il monastero di Santa Maria di Buenafuente del Sistal o semplicemente monastero di Buenafuente è un edificio religioso del XII secolo situato nel comune di Olmeda de Cobeta, in provincia di Guadalajara. È un ex-monastero cistercense femminile. Al giorno d'oggi è ancora attivo, grazie ad una piccola comunità di suore.
Nel 1931 è stato dichiarato monumento storico-artistico dal ministero di cultura spagnolo.
A partire dal 1971, grazie all'impegno e all'entusiasmo del nuovo cappellano don Ángel Moreno è tornato ad essere un centro di spiritualità rinnovata.
Fino all'11 giugno 2013 è vissuta in questo monastero suor Teresita, una religiosa di 105 anni che vi entrò il 16 aprile 1927, giorno della nascita di Papa Benedetto XVI. L'anziana suora ne uscì volontariamente per la prima volta in occasione della visita papale in Spagna nel mese di agosto 2011.